# Alexander Archipenko
Alexander Archipenko (în ucraineană Олександр Порфирович Архипенко – Oleksandr Porfîrovîci Arhîpenko; n. 30 mai 1887, Kiev, gubernia Kiev⁠(d), Imperiul Rus – d. 25 februarie 1964, New York City, New York, SUA) a fost un artist avangardist, sculptor și grafician⁠(d) ucraineano-american, care a activat în Franța și Statele Unite. El a fost unul din pionierii aplicării principiilor cubismului în sculptură, analizând figura umană în forme geometrice.

## Biografie
Oleksandr Arhîpenko s-a născut la Kiev (Imperiul Rus, în prezent Ucraina) în 1887, în familia lui Porfîri Arhîpenko (profesor la Universitatea din Kiev) și a Paraskeviei Mohova-Arhîpenko. A avut un frate mai mare, Ievhen Arhîpenko⁠(d).
În 1900-1902 a învățat la Gimnaziul „Gottlieb Walker”⁠(d) din Kiev, iar în 1902-1905 la Școala de Artă din Kiev⁠(d). În 1906 a devenit discipolul sculptorului kievean Serhii Svitoslavskîi⁠(d), în același an găzduindu-și prima expoziție, împreună cu Oleksandr Bohomazov⁠(d). S-a mutat apoi la Moscova, unde în 1906-1908 a continuat să studieze pictura, arhitectura și sculptura și și-a expus lucrările în expoziții de grup.
Arhîpenko s-a mutat la Paris în 1908 și s-a înscris la École des Beaux-Arts (Școala de arte frumoase), pe care a încetat să o frecventeze după doar câteva săptămâni. A fost rezident al comunității (coloniei) de artiști La Ruche⁠(d), deopotrivă cu alți artiști ucraineni emigrați: Wladimir Baranoff-Rossine⁠(d), Sonia Delaunay-Terk⁠(d) și Nathan Altman⁠(d). După 1910 a avut expoziții la Salon des Indépendants⁠(d) și Salon d'Automne⁠(d) împreună cu Aleksandra Ekster, Kazimir Malevici, Vadîm Meller⁠(d), Sonia Delaunay-Terk⁠(d), Georges Braque, André Derain și alții.
În 1912, Arhîpenko a inaugurat prima sa expoziție personală la Muzeul Folkwang⁠(d) din Hagen, Germania, iar între 1912 și 1914 a predat arte la Paris.
Patru sculpturi cubiste și cinci desene ale lui Arhîpenko au fost expuse în expoziția inedită și controversată de artă modernă Armory Show din 1913, în New York. Aceste lucrări au servit drept material pentru caricaturi în critica timpului.
Arhîpenko s-a mutat la Nisa în 1914. În 1920, a participat la cea de-a douăsprezecea Bienala Internazionale dell'Arte di Venezia (Italia) și și-a deschis propria școală de artă la Berlin în anul următor. În 1922, Arhîpenko a participat la prima expoziție de artă rusă din Galerie van Diemen⁠(d) din Berlin împreună cu Aleksandra Ekster, Kazimir Malevici, Solomon Nikritin⁠(d), El Lissitzky și alții.
În 1923, artistul a emigrat în Statele Unite, obținând cetățenia americană în 1929. În 1933, a expus lucrări la pavilionul ucrainean al Târgului mondial Century of Progress din Chicago, având un rol determinant în succesul pavilionului națiunii sale de origine. Lucrările sale au ocupat o cameră întreagă și au fost evaluate la 25.000 de dolari.
În 1936, Archipenko a participat la expoziția Cubism and Abstract Art de la New York, precum și la numeroase expoziții în Europa și diferite locuri din SUA. A devenit membru al American Academy of Arts and Letters⁠(d) (Academia Americană de Arte și Litere) în 1962.
Alexander Archipenko a murit la 25 februarie 1964, în New York. A fost înmormântat la cimitirul Woodlawn din Bronx⁠(d).

## Contribuție artistică
Sculptorul ucrainean Oleksandr Arhîpenko și sculptorul franco-maghiar József Csáky⁠(d) au expus lucrări la primele manifestări publice ale cubismului din Paris – Salon des Indépendants și Salon d'Automne, 1910 și 1911 – fiind primii, după Picasso, care au abordat stilul cubist în trei dimensiuni. Arhîpenko s-a îndepărtat de sculptura neoclasică a timpului său, folosind planuri fațetate și spațiu negativ⁠(d) pentru a crea un nou mod de a privi figura umană. El este cunoscut pentru utilizarea de goluri în sculpturile sale și pentru amestecul său inventiv de genuri de-a lungul carierei – creând „picturi sculpturale”, iar mai târziu experimentând cu materiale precum acrilul transparent și teracota. Inspirat de operele lui Picasso și Braque, el este, de asemenea, recunoscut pentru introducerea colajului unui public mai larg, cu seria sa Medrano.
Sculptorița Ann Weaver Norton⁠(d) a fost ucenic al lui Archipenko.

## Recunoaștere
| Imagine indisponibilă          |  | Imagine indisponibilă |
| Monedă comemorativă ucraineană |  |                       |

La 9 noiembrie 2017, Banca Națională a Ucrainei⁠(d) a emis o monedă comemorativă dedicată lui Archipenko, cu valoarea nominală de 2 hrivne. Pe reversul monedei este ilustrat portretul artistului.
La 30 mai 2017, în Ucraina a fost celebrată la nivel național aniversarea a 130 de ani de la nașterea artistului.

## Colecții publice
Printre colecțiile publice care conțin lucrări ale lui Alexander Archipenko se numără:
- Addison Gallery of American Art⁠(d) (Andover, Massachusetts, Statele Unite)
- Art Institute of Chicago (Illinois, Statele Unite)
- Mary and Leigh Block Museum of Art⁠(d) (Northwestern University, Illinois, Statele Unite)
- Brigham Young University Museum of Art (Utah, Statele Unite)
- Muzeul Chi-Mei (Taiwan)
- Delaware Art Museum⁠(d) (Wilmington, Delaware, Statele Unite)
- Denver Art Museum (Colorado, Statele Unite)
- Muzeul Ermitaj (Sankt-Petersburg, Rusia)
- Fine Arts Museums of San Francisco⁠(d) (Statele Unite)
- Guggenheim Museum⁠(d) (New York, Statele Unite)
- Colecția Peggy Guggenheim⁠(d) (Veneția, Italia)
- Hirshhorn Museum and Sculpture Garden⁠(d) (Washington D.C., Statele Unite)
- Honolulu Museum of Art⁠(d) (Hawaii, Statele Unite)
- Indiana University Art Museum⁠(d) (Bloomington, Indiana, Statele Unite)
- Los Angeles County Museum of Art⁠(d) (California, Statele Unite)
- Maier Museum of Art (Randolph-Macon Woman's College, Virginia, Statele Unite)
- Milwaukee Art Museum⁠(d) (Wisconsin, Statele Unite)
- Minneapolis Institute of Art⁠(d) (Minneapolis, Statele Unite)[32]
- Montgomery Museum of Fine Arts⁠(d) (Alabama, Statele Unite)
- Museum of Fine Arts, Boston⁠(d) (Massachusetts, Statele Unite)
- Museum of Fine Arts, Houston⁠(d) (Texas, Statele Unite)
- Museum of Modern Art (New York, Statele Unite)
- Nasher Sculpture Center⁠(d) (Dallas, Texas, Statele Unite)
- National Gallery of Art (Washington D.C., Statele Unite)
- Muzeul Național din Cardiff⁠(d) (Țara Galilor, Regatul Unit)
- Muzeul Național al Serbiei (Belgrad, Serbia)
- North Carolina Museum of Art⁠(d) (Carolina de Nord, Statele Unite)
- Norton Simon Museum⁠(d) (Pasadena, California, Statele Unite)
- Philadelphia Museum of Art (Pennsylvania, Statele Unite)
- Phillips Collection⁠(d) (Washington D.C., Statele Unite)
- Portland Art Museum (Portland, Oregon, Statele Unite)
- Portland Museum of Art⁠(d) (Maine, Statele Unite)
- Salisbury House⁠(d) (Des Moines, Iowa, Statele Unite)
- San Antonio Art League Museum (Texas, Statele Unite)
- San Diego Museum of Art⁠(d) (California, Statele Unite)
- Sheldon Memorial Art Gallery⁠(d) (Lincoln, Nebraska, Statele Unite)
- Smithsonian American Art Museum⁠(d) (Washington D.C., Statele Unite)
- Städel (Frankfurt, Germania)
- Tate Modern (Londra, Regatul Unit)
- Muzeul de Artă din Tel Aviv⁠(d) (Israel)
- Ukrainian Museum⁠(d) (New York, Statele Unite)
- Von der Heydt-Museum (Wuppertal, Germania)
- Walker Art Center⁠(d) (Minnesota, Statele Unite)
- Cleveland Cultural Gardens în Rockefeller Park (Ohio, Statele Unite)
- Fundación DOP⁠(d) (Caracas, Venezuela)
- Museum de Fundatie⁠(d) (Zwolle, Țările de Jos)

Statuia cubistă cu înălțimea de 14,5 picioare (4,4 m) a regelui Solomon, executată de Archipenko, este instalată pe teritoriul campusului Universității din Pennsylvania. El a început să lucreze la un prototip mai mic al statuii în 1964, dar a murit fără a reuși să ducă la bun sfârșit lucrările, lăsând-o pe soția sa să supravegheze finalizarea acesteia. Statuia de dimensiune completă a fost finalizată în 1968 și a fost donată universității în 1985.

## Galerie

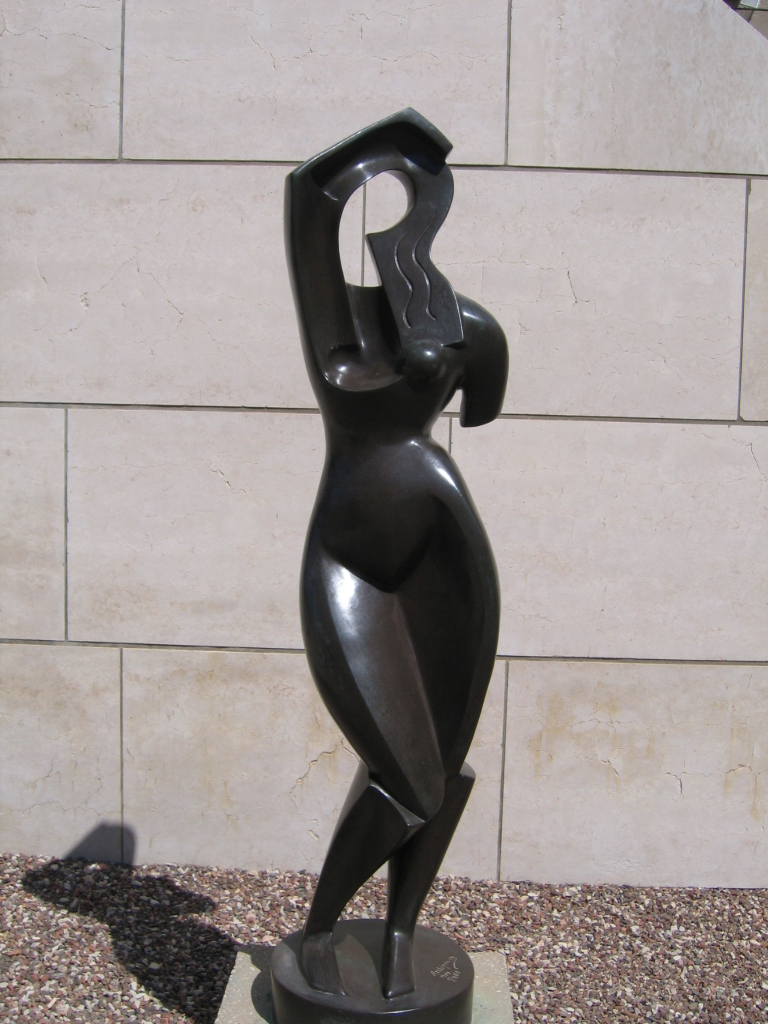
Woman combing her hair, 1914, bronz, Muzeul Israel, Ierusalim
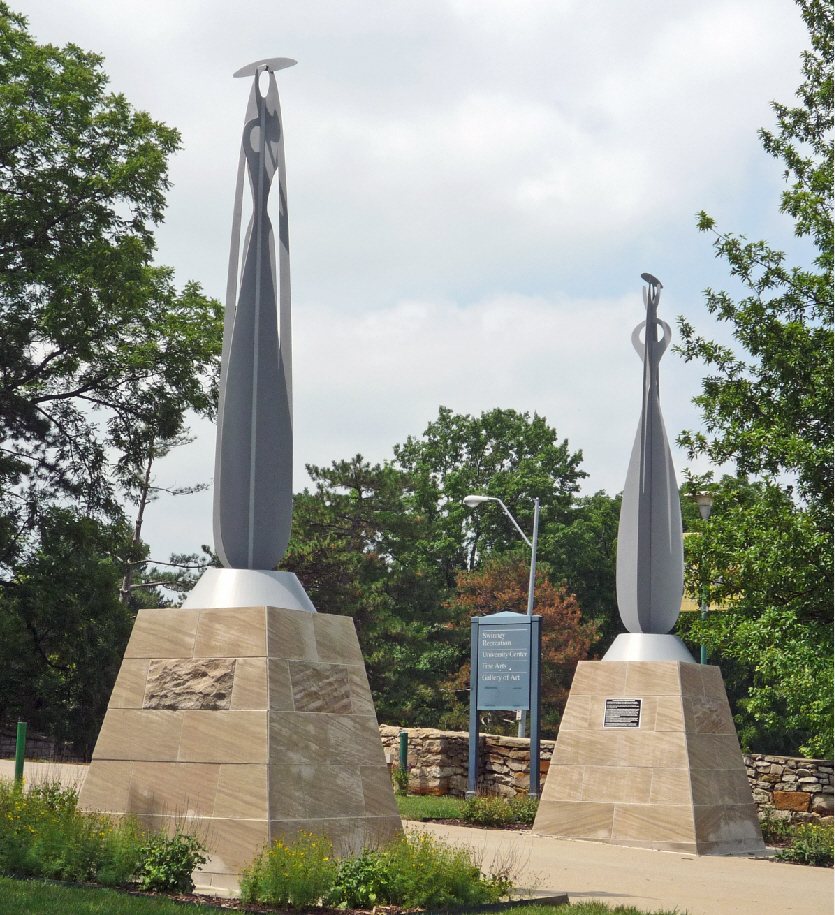
Gateway Sculptures, 1950, oțel, University of Missouri–Kansas City⁠(d)
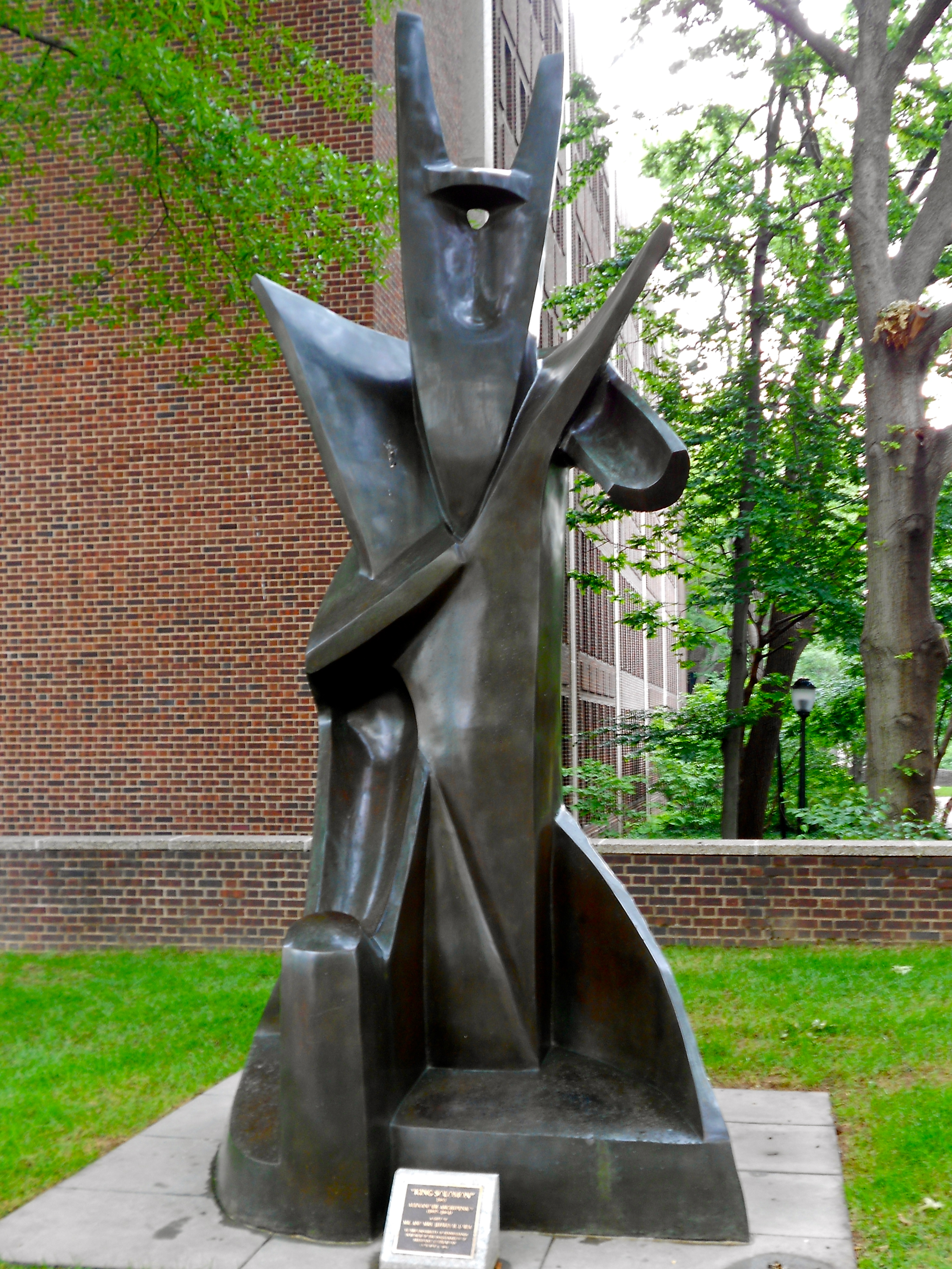
Regele Solomon, Universitatea din Pennsylvania
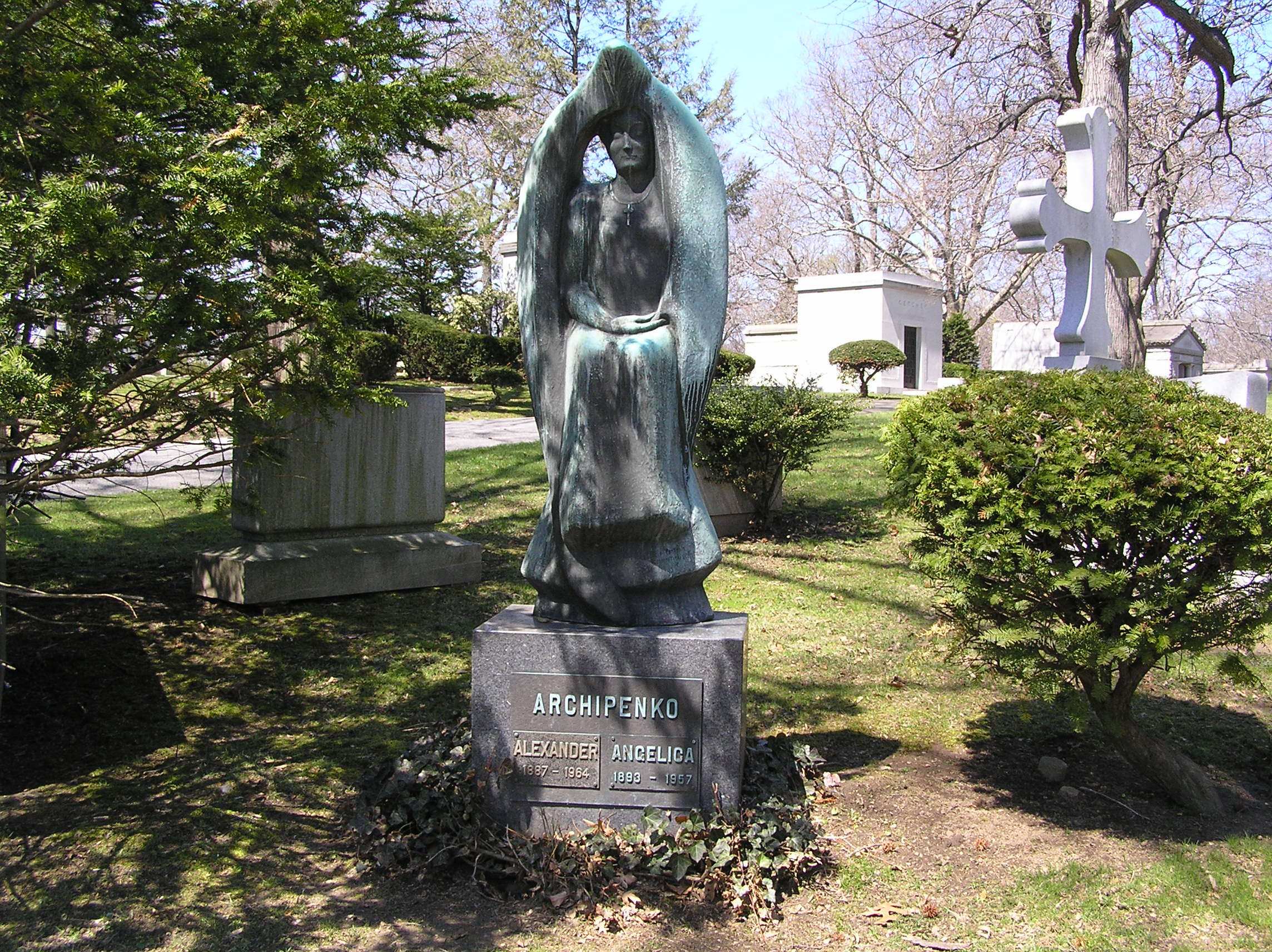
Piatra funerară la mormântul lui Archipenko, Woodlawn Cemetery, Bronx
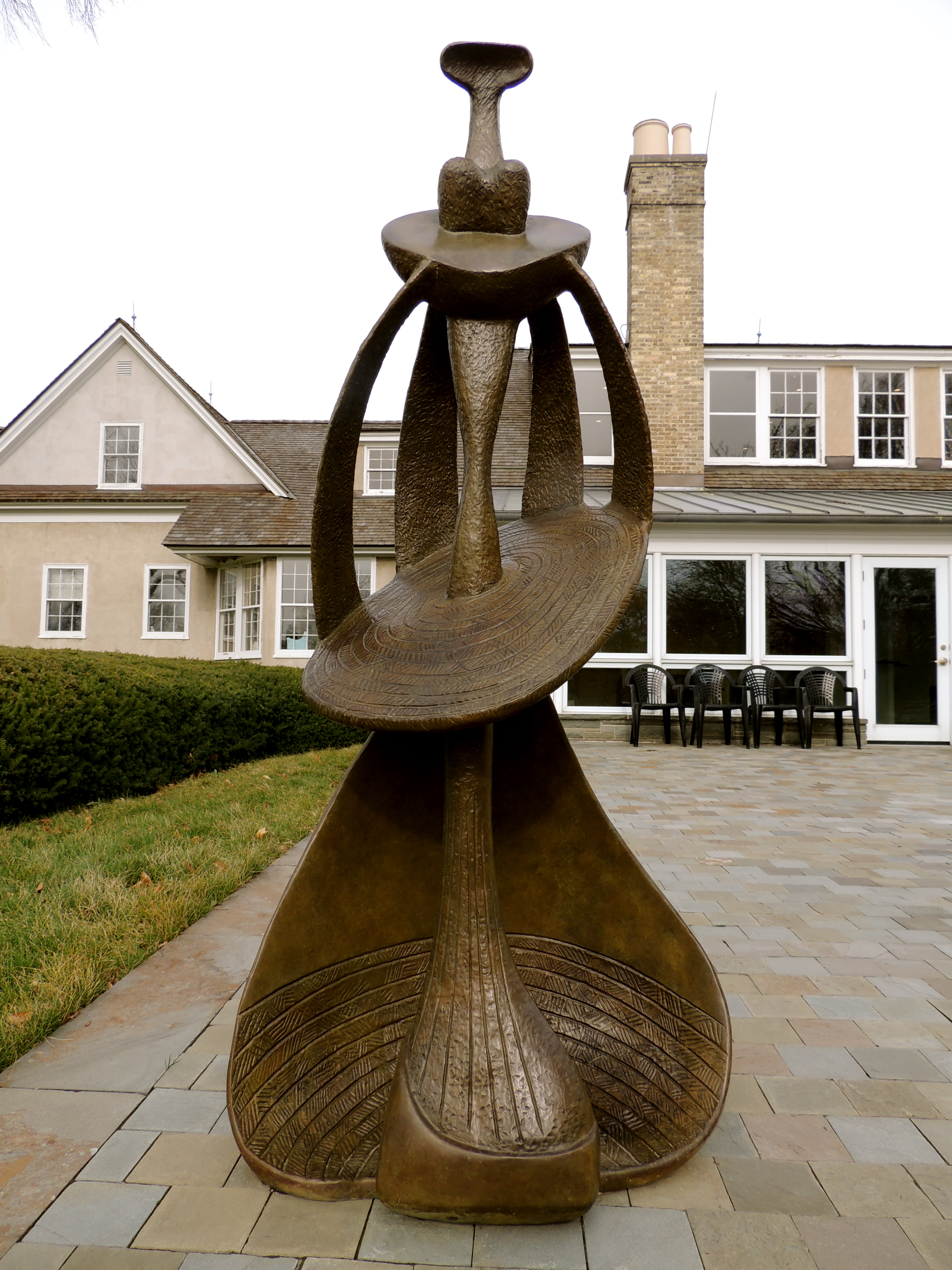
Queen of Sheba, 1961, Lynden Sculpture Garden⁠(d)